# Monument national d'Écosse

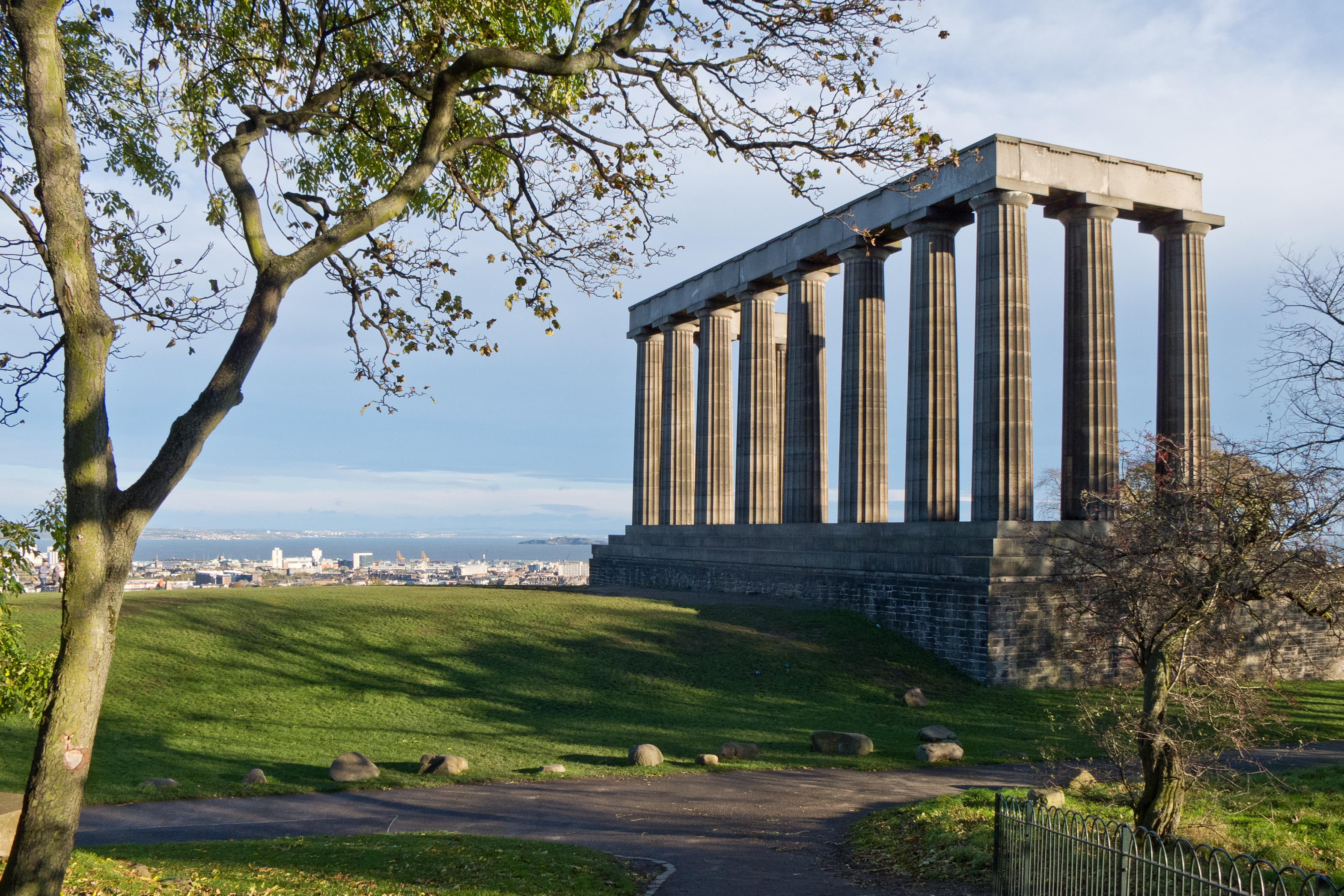
Calton Hill : le Monument national d'Écosse

Le Monument national d'Écosse, à Édimbourg, est érigé à la mémoire des soldats et des marins écossais qui ont trouvé la mort lors des guerres napoléoniennes. Son inscription le définit comme « A Memorial of the Past and Incentive to the Future Heroism of the Men of Scotland ».

## Histoire
Situé au sommet de Calton Hill, à l'est de Princes Street, le monument a été dessiné en 1823-1826 par les architectes Charles Robert Cockerell et William Henry Playfair dans un style néoclassique, sur le modèle du Parthénon d'Athènes. C'est en partie à cette similitude que la ville d'Édimbourg doit son surnom d'« Athènes du Nord ». Elle le doit également à l'architecture néoclassique de la Galerie nationale d'Écosse et de la Royal Scottish Academy.
Les travaux de construction du monument, commencés en 1826, durent s'interrompre en 1829 faute de crédits. L'édifice est donc resté inachevé en dépit de nombreux projets destinés à le terminer, ce qui lui a valu des surnoms tels que Edinburgh's Disgrace, The Pride and Poverty of Scotland ou Edinburgh's Folly, cette dernière appellation se référant aux fabriques de jardin.
En l'état, il n'est constitué que de 12 colonnes et d'une architrave.

## Protection
Le monument est classé bâtiment de catégorie A en 1966. Ce n'est pas un monument inscrit,.